# Bandi (peuple)
Pour les articles homonymes, voir Bandi.
Ne doit pas être confondu avec Ngbandi.
Les Bandi sont une population mandingue d'Afrique de l'Ouest vivant au Liberia, dans le comté de Lofa, également en Sierra Leone. De nombreux Bandi se sont réfugiés en Guinée pendant la guerre civile, mais, depuis 2003, la plupart ont été rapatriés.

## Ethnonymie
Selon les sources et le contexte, on rencontre différentes formes : Bandis, Gbande, Gbandi, Gbandis, Gbassi, Gbunde, Ghandi, Mambona.

## Langue
Leur langue est le bandi, une langue mandée dont le nombre de locuteurs était estimé à 100 000 au Liberia en 2001.

## Culture

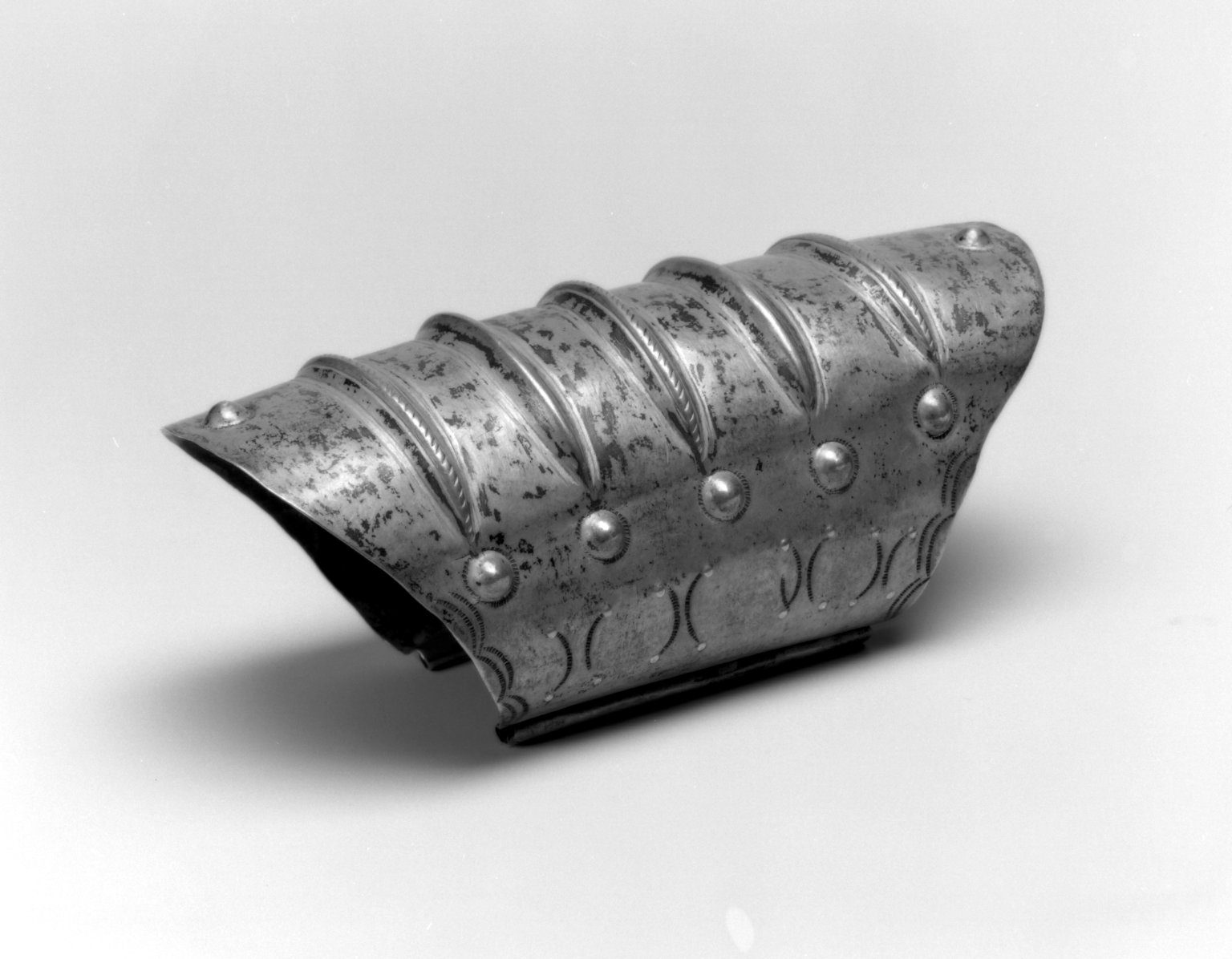
Bracelet en argent (Bandi ou Mende)